# Pauline Neville-Jones, Baroness Neville-Jones

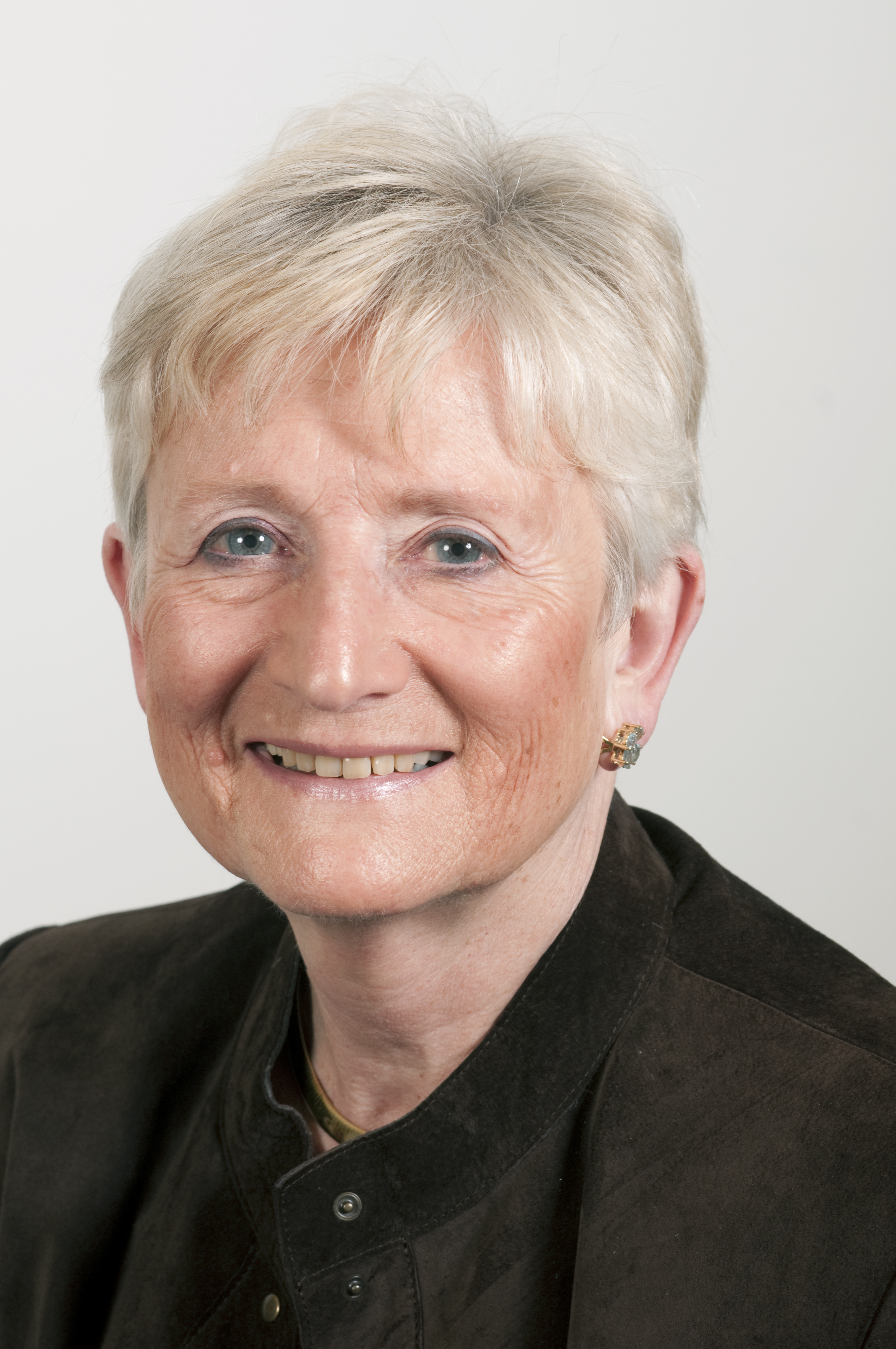
Pauline Neville-Jones, Baroness Neville-Jones (2010)

Lilian Pauline Neville-Jones, Baroness Neville-Jones DCMG (* 2. November 1939 in Birmingham) ist eine britische Diplomatin, Wirtschaftsmanagerin und Politikerin der Conservative Party, die seit 2007 Mitglied des House of Lords ist und zwischen 2010 und 2011 Staatsministerin für Sicherheit im Home Office war.

## Leben

### Diplomatin
1963 trat Pauline Neville-Jones in den auswärtigen Dienst des Foreign and Commonwealth Office und war zunächst zwischen 1964 und 1965 Dritte Sekretärin beim Hochkommissariat in Rhodesien sowie im Anschluss bis 1968 Dritte und zuletzt Zweite Sekretärin beim Hochkommissariat in Singapur. Nachdem sie zwischen 1968 und 1971 im Ministerium für Auswärtiges und Angelegenheiten des Commonwealth of Nations Mitarbeiterin für Mittelmeerfragen war, wurde sie Erste Sekretärin an der Botschaft in den USA.
Nach einer weiteren Tätigkeit im Foreign and Commonwealth Office wurde Pauline Neville-Jones 1977 zuerst stellvertretende Kabinettschefin und war zuletzt bis 1982 Kabinettschefin von Christopher Tugendhat, der zu dieser Zeit Kommissar für Finanzplanung und Haushalt der Europäischen Kommission war. Nachdem sie anschließend Fortbildungskurse am Royal Institute of International Affairs (RIIA) im Chatham House und am Institut Français des Relations Internationales in Paris absolvierte war sie zwischen 1983 und 1987 Leiterin des Politischen Planungsstabes im Außenministerium und wurde wegen ihrer dortigen Verdienste als Companion in den Order of St. Michael and St. George aufgenommen.
Daraufhin wurde sie Leiterin der Wirtschaftsabteilung an der Botschaft in der Bundesrepublik Deutschland und bekleidete diese Funktion zuletzt von 1988 bis 1991 als Gesandtin. Nach ihrer Rückkehr fungierte Pauline Neville-Jones bis 1994 als Stellvertretende Unterstaatssekretärin für Übersee- und Verteidigungspolitik im Cabinet Office, dem Amt von Premierminister John Major. In dieser Funktion war sie zugleich zwischen 1993 und 1994 Vorsitzende des Vereinigten Komitees für die Nachrichtendienste.
1994 erfolgte ihre Ernennung zum Politische Direktorin des Foreign and Commonwealth Office und sie wurde bei Beendigung dieser Tätigkeit sowie ihrem Ausscheiden aus dem auswärtigen Dienst 1996 als Dame Commander des Order of St. Michael and St. George in den niederen Adelsstand erhoben.

### Tätigkeiten in der Privatwirtschaft
Nach einer kurzen Tätigkeit von Februar bis Juli 1996 als Leitende Beraterin von Carl Bildt, der zu dieser Zeit Hoher Repräsentant für Bosnien und Herzegowina war, wechselte sie in die Privatwirtschaft und war zunächst bis 1998 Leiterin für die globale Unternehmensstrategie des zur National Westminster Bank Plc gehörenden Unternehmens NatWest Markets sowie zugleich Vorsitzende von NatWest Markets in Frankreich. Danach war sie von 1998 bis 2000 Vize-Vorstandsvorsitzende des ebenfalls zur NatWest Gruppe gehörenden Unternehmens Hawkpoint Partners.
Zu dieser Zeit engagierte sich Pauline Neville-Jones, die seit 1996 Mitglied des Rates der Denkfabrik International Institute for Strategic Studies (IISS) ist, auch von 1997 bis 2003 als Mitglied des Rates der City University London sowie von 1998 bis 2004 als Mitglied des BBC Board of Governors.
Pauline Neville-Jones, die 1998 einen Ehrendoktor von The Open University und 1999 einen weiteren Ehrendoktor der Wirtschaftswissenschaften der Universität London erhielt, war von 2003 bis 2006 Vorstandsvorsitzende der QinetiQ Group plc. Zu dieser Zeit war sie zeitgleich zwischen 2003 und 2007 Vorsitzende des Beratungsgremiums für Informationssicherheit und von 2003 bis 2006 Mitglied des Rates der University of Oxford.

### Oberhausmitglied
Durch ein Letters Patent vom 15. Oktober 2007 wurde Dame Pauline Neville-Jones, seit 2006 Leiterin der Gruppe der Conservative Party für nationale und internationale Sicherheitspolitik, als Life Peeress mit dem Titel Baroness Neville-Jones, of Hutton Roof in the County of Cumbria, in den höheren Adelsstand erhoben. Kurz darauf erfolgte ihre Einführung als Mitglied des House of Lords.
In der Folgezeit war sie zunächst im Schattenkabinett der konservativen Tories „Schattenministerin“ für Sicherheit und zugleich von Juli 2007 bis Oktober 2010 Nationale Sicherheitsberaterin von David Cameron, der zu dieser Zeit Führer der Opposition im House of Commons war.
Nach dem Wahlsieg der Conservative Party bei den Unterhauswahlen vom 6. Mai 2010 wurde sie in der Regierung von Premierministerin Staatsministerin für Sicherheit im Innenministerium (Home Office) und war als solche zugleich bis Mai 2011 Regierungssprecherin des Innenministeriums. Seit 2011 ist Baroness Neville-Jones Sonderrepräsentantin für die Sicherheit der Cybergesellschaft.
Daneben engagiert sie sich als Mitglied des Beirates der Lady Margaret Hall der University of Oxford, als Vorstandsmitglied des Centre for European Reform sowie als Trustee des Cyclotron Trust.